# Ermita de San Emeterio y San Celedonio (Lodosa)
La ermita de San Emeterio y San Celedonio es un templo que originalmente se encontraba adosado al acueducto romano, en la orilla derecha del Ebro, y que desapareció debido a la construcción del ferrocarril Castejón-Bilbao, hacia 1863, trasladando su ubicación a su actual emplazamiento y compartiendo con San Gregorio Ostiense lugar de culto y la romería de mayo en esta ermita de pequeñas dimensiones junto al río Ebro, en la localidad de Lodosa, en la Navarra, España.

## Descripción
Según informaba en 1973 Tomás López Sellés, «en el pueblo la llaman de San Gregorio, por irse en ese día, y también la denominan "Los santos mártires".»